# Divergencia (mercados financieros)
Una divergencia en el mundo bursátil ocurre cuando en los gráficos de un determinado valor apreciamos una notable diferencia entre el trayecto del precio y el trayecto de un indicador técnico determinado, este fenómeno se le conoce como divergencia y es de gran ayuda para los operadores a la hora de hacer un análisis técnico fiable.

## Tipos de Divergencias
Una divergencia puede señalar 2 cosas dentro de un análisis técnico; Un cambio de tendencia y Una continuación de tendencia. 
Hay ciertos indicadores que pueden ayudarnos a la hora de descubrir divergencias, entre los cuales están; MACD, Momentum, RSI, Estocástico, etc.. 
Sin embargo, dentro de cada análisis existen dos tipos básicos de divergencia: Regular y Oculta.

### Divergencia Regular
Las Divergencias Regulares nos indican una señal de reversión de tendencia. Son utilizadas por los operadores para predecir cuando un valor está perdiendo su impulso actual. 
De este modo; cuando los precios consiguen máximos cada vez más altos mientras que el indicador registra máximos cada vez más bajos, podemos decir que estamos frente a una divergencia bajista, ya que los precios están subiendo pero están perdiendo su impulso alcista.
Sin embargo; cuando los precios consiguen mínimos cada vez más bajos mientras que el indicador registra mínimos cada vez más altos, podemos decir que estamos frente a una divergencia alcista, ya que los precios están cayendo pero están perdiendo su impulso bajista

### Divergencia Oculta
Las Divergencias Ocultas nos indican una señal de continuación de tendencia. Son utilizadas por los operadores para predecir cuando un valor continuará con su trayecto actual.
De este modo; cuando los precios consiguen máximos cada vez más bajos mientras que el indicador registra máximos cada vez más altos, podemos decir que estamos frente a una divergencia bajista, se dice que es oculta porque estará disfrazada y dentro de pequeños impulsos alcistas.
Sin embargo; cuando los precios consiguen mínimos cada vez más altos mientras que el indicador registra mínimos cada vez más bajos, podemos decir que estamos frente a una divergencia alcista, de igual manera se le conoce como oculta porque estará disfrazada y dentro de pequeños impulsos bajistas.